# Bozdağlar
Bozdağlar (antigament Tmolos) és el nom d'una serralada muntanyosa de Turquia situada entre les províncies d'Esmirna, Aydın i Manisa
Les muntanyes eren famoses per la gran quantitat de fusta que tenien. Al sud-oest de la península que formaven aquestes muntanyes, una mica al nord de Teos, Alexandre el Gran va voler construir un canal a través de l'istme per connectar les badies de Caystria i Hermaea, però no va reeixir.
Les muntanyes formaven tres promontoris: el de Coryceum (Koraka o Kurko), el d'Argennum (Cap Blanc) a l'oest, i el de Melaena (Kara Burnu) al nord.